# Tsumeb Mine
Die Tsumeb Mine, auch Ongopolo Mine, ist eine der bekanntesten und bedeutendsten Bergbaustätten in Namibia und weltweit für ihre Vielfalt und Qualität an Mineralien bekannt. Sie befindet sich in der Nähe der Stadt Tsumeb in der Oshikoto-Region im Norden Namibias.

## Geschichte
Bereits im Jahre 1851 berichtete der Engländer Francis Galton von Ureinwohnern die Kupfererz in der Gegend abbauten. Die ersten Funde durch Europäer in Tsumeb gehen auf das Jahr 1893 durch Matthew Rogers zurück, der im Auftrag der South West Africa Company nach Erzvorkommen suchte. Der kommerzielle Abbau begann im Jahr 1900 durch die in Berlin gegründete Otavi Minen- und Eisenbahn-Gesellschaft (OMEG), wobei das Erz anfangs mit Ochsenwagen über mehr als 500 km nach Swakopmund gebracht und von dort nach Europa verschifft wurde. Bis 1909 wurde ein Großteil des Erzes im Tagebau gewonnen und ab 1906 mit der fertiggestellten Schmalspurbahn nach Swakopmund transportiert. Im Laufe der Jahre wechselten die Eigentümer und Betreiber der Mine mehrfach. Zu den bekanntesten Betreibern gehörten die Tsumeb Corporation Limited (TCL) die das Bergwerk 1947 übernahm und die Ongopolo Mining. Die Förderung von Erz wurde jedoch nur während der beiden Weltkriege und während der Weltwirtschaftskrise vorübergehend unterbrochen. In der Zeit zwischen 1901 und 1996 wurden etwa 27 Millionen Tonnen Erz, das vor allem Kupfer (etwa 5 % Gehalt im Erz), Blei (15 %), sowie Silber, Cadmium und Germanium enthielt, gefördert. Der Abbau erfolgte bis zur 46. Sohle in 1500 m Tiefe. Erst 1996 wurde der unterirdische Bergbau eingestellt, nachdem einem längeren Streik bei gleichzeitigem Verfall des Kupferpreise den damaligen Betreiber Tsumeb Corporation in wirtschaftliche Schwierigkeiten gebracht hatten und daraufhin dessen Muttergesellschaft Goldfields Namibia Ltd. die Stilllegung der Mine beschloss. Die Verarbeitungsanlagen, wie die Schmelzanlage, sind weiterhin in Betrieb. Die Schmelzanlage (Tsumeb Specialty Smelter) wird seit 2010 vom kanadischen Unternehmen Dundee Precious Metals betrieben und dient zur Verarbeitung von Konzentraten aus anderen Bergwerken.
Nachfolgenutzung
Teile der Mine und ihrer Ausrüstung sind erhalten geblieben und einige Bereiche sind für Touristen zugänglich (Tsumeb Mineralogic & Mining Museum), um die Geschichte und die mineralogischen Reichtümer der Mine zu zeigen. Weitere Ausstellungsgegenstände befinden sich im Tsumeb Museum.

## Geologie und Mineralogie
Die Tsumeb Mine ist bekannt für ihre komplexe Geologie und die außergewöhnliche Vielfalt an Mineralien. Die Entstehung der vor allem für ihre sulfidischen Erze bekannten Erzlagerstätte und die Mineralvielfalt sind auf eine komplexe Geologie zurückzuführen. Der schlotförmige Erzkörper von etwa 1700 m Tiefe liegt in einer Karbonatplattform aus gefalteten, vorwiegend dolomitischen Abfolgen des Damara-Gürtels. Das Gestein wurde bevorzugt entlang alter verkarsteter Strukturen durch aufsteigende heiße Lösungen vererzt, wobei sich die primären Erze bildeten. In den verschiedenen Oxidationszonen entstand eine Vielzahl spektakulärer Sekundärmineralien. In der Tsumeb Mine wurden fast 350 verschiedene Mineralarten gefunden, darunter viele seltene und einzigartige Arten. Zudem wurden über 70 dieser Mineralarten hier zum ersten Mal entdeckt, das heißt, für diese Minerale gilt die Tsumeb Mine als Typlokalität. Bedeutende Mineralarten mit der Typlokalität Tsumeb Mine sind unter anderem
- Arsentsumebit – Erstbeschreibung 1935, benannt als Arsen-Analogon von Tsumebit und der Tsumeb Mine
- Otavit – Erstbeschreibung 1906, benannt nach den Otavibergen zwischen den drei Städten Otavi, Tsumeb und Grootfontein
- Otjisumeit – Erstbeschreibung 1978, benannt nach dem historischen Namen von Tsumeb (Otjisume)
- Ovamboit – Erstbeschreibung 1992, benannt nach dem Ovamboland
- Plumbotsumit – Erstbeschreibung 1979, benannt nach dem enthaltenen Element Blei und der Tsumeb Mine
- Tsumebit – Erstbeschreibung 1912, benannt nach der Tsumeb Mine
- Tsumcorit – Erstbeschreibung 1969, benannt nach der Tsumeb Corporation
- Tsumgallit – Erstbeschreibung 2002, benannt nach der Tsumeb Mine (auch Tsumcor Mine) und dem enthaltenen Element Gallium

Aufgrund der Vielzahl der Mineralfunde gehört die Tsumeb Mine zu den produktivsten Typenstandorten und steht nach Långban in Schweden und den „Poudrette-Steinbrüchen“ am Mont Saint-Hilaire in Kanada auf Platz drei, in Bezug auf die Anzahl der Typminerale sogar auf Platz zwei (Stand 2025).
Besonders bekannt ist die Mine für hochwertige Kristalle von Azurit, Malachit, Dioptas, Cerussit und das seltene Molybdat-Mineral Wulfenit. Azurit und Malachit traten in der Tsumeb außergewöhnlicher Qualität und Größe auf. Cerussit wurde oft in klaren, gut geformten Kristallen gefunden. Viele der Mineralien wurden von dem deutschen Senior Manager der Mine Wilhelm Klein (1889–1939) dokumentiert.
Wichtige Mineralsammlungen der Mine, die im Geowissenschaftlichen Nationalmuseum beherbergt werden, umfassen Proben, die von Hans Schneiderhöhn (1887–1962), Professor für Mineralogie der Universität Freiburg im Breisgau, gesammelt wurden und der die Lagerstätte im frühen zwanzigsten Jahrhundert untersuchte und von Gerhard Söhnge (1913–2006), der von 1950 bis 1968 Chefgeologe der Tsumeb Corporation war.

## Wirtschaftliche Bedeutung
Während ihrer produktivsten Zeiten förderte die Mine erhebliche Mengen an Kupfer und anderen Metallen und trug wesentlich zur Wirtschaft Namibias bei. Die wichtigsten Metalle, die in der Tsumeb Mine abgebaut wurden, waren Kupfer, Blei und Zink. Die Mine war eine der produktivsten Quellen für diese Metalle in der Region.